# 小松陽介
小松 陽介（こまつ ようすけ）は、日本の水文学者、水工学者、地理学者。立正大学地球環境科学部地理学科水文地形研究室教授。主な研究分野は「山地における水文地形学的研究」および「洪水流量のスケーリングに関する研究」など。愛知県出身。

## 経歴
- 1988年4月 - 1992年3月 愛知教育大学教育学部総合科学課程総合理学コース
- 1992年4月 - 1994年3月 東京都立大学 (1949-2011)大学院理学研究科地理学 修士課程
- 1994年4月 - 1999年3月 東京都立大学大学院理学研究科地理学 博士後期課程、博士（理学）[1]
- 1999年4月 - 2000年3月 和光大学 非常勤講師
- 2000年4月 - 2000年9月 明治大学文学部 非常勤講師
- 2000年4月 - 2000年9月 横浜国立大学教育人間科学部 非常勤講師
- 2000年7月 - 2002年4月 筑波大学陸域環境研究センター 準研究員
- 2002年5月 - 2004年3月 独立行政法人防災科学技術研究所総合防災研究部門 特別研究員
- 2004年4月 - 2007年3月 立正大学地球環境科学部地理学科 特任講師（第Ⅲ種）
- 2005年4月 - 現在 明治大学文学部 非常勤講師
- 2007年4月 - 2009年3月 立正大学地球環境科学部地理学科 講師
- 2009年4月 - 2009年9月 首都大学東京都市環境学部地理環境コース 非常勤講師
- 2009年4月 - 2014年3月 立正大学地球環境科学部地理学科 准教授
- 2014年4月 - 現在 立正大学地球環境科学部地理学科 教授

## 書籍等出版物
- 日本の地誌 立正大学地理学教室編 古今書院 2007年3月 ISBN 4772261028
- ポプラディア情報館 都道府県別日本地理 関東地方 ポプラ社 2010年4月 ISBN 4591115895
- ポプラディア情報館 都道府県別日本地理 近畿地方 ポプラ社 2010年4月 ISBN 4591115917
- ポプラディア情報館 都道府県別日本地理 九州・沖縄地方 ポプラ社 2010年4月 ISBN 4591115933
- ポプラディア情報館 都道府県別日本地理 中国・四国地方 ポプラ社 2010年4月 ISBN 4591115925
- ポプラディア情報館 都道府県別日本地理 中部地方 ポプラ社 2010年4月 ISBN 4591115909
- ポプラディア情報館 都道府県別日本地理 北海道・東北地方 ポプラ社 2010年4月 ISBN 4591115887
- 学びの旅―地域の見方・とらえ方・楽しみ方― 古今書院 2010年4月 ISBN 4772281061
- 地域資源とまちづくり－地理学の視点から片柳勉, 小松陽介編著 古今書院 2013年5月